# 前3世纪
| 千纪： | 前2千纪 \| 前1千纪 \| 1千纪 |
| 世纪： | 前6世纪 \| 前5世纪 \| 前4世纪 \| 前3世纪 \| 前2世纪 \| 前1世纪 \| 1世纪                                                        |
| 年代： | 前290年代 \| 前280年代 \| 前270年代 \| 前260年代 \| 前250年代 \| 前240年代 \| 前230年代 \| 前220年代 \| 前210年代 \| 前200年代 |

前300年至前201年的这一段期间被称为前3世纪。
在中国，战国时期结束，秦始皇统一六国，建立短暂的秦朝。之后经历内乱和楚汉之争，直到前202年刘邦击败项羽，建立汉朝。同时，匈奴在蒙古地区达到顶峰，前200年在白登之战中击败汉朝，迫使汉朝缔结和亲协议，这一婚姻同盟维持了数十年。朝鲜进入了原史时代，接下来的世纪中，汉朝征服了朝鲜北部的古朝鲜。
在这个世纪的头几十年里，东部的希腊化王国与西部的迦太基保持了力量均衡。然而，这种局面随着迦太基与罗马共和国的冲突而被打破。随后，在第一次和第二次布匿战争中，迦太基逐渐被罗马削弱，最终灭亡。第二次布匿战争结束后，罗马成为西地中海的主导力量。
在东地中海地区，亚历山大大帝的帝国瓦解后，塞琉古帝国与托勒密王国为争夺黎凡特地区爆发了几次叙利亚战争。在希腊本土，马其顿的安提帕特王朝被推翻，安提柯王朝于前294年登上历史舞台，控制希腊事务近一个世纪，直到与罗马的第一次马其顿战争进入僵持状态。此外，马其顿在克里特战争中也败给了罗德岛及其盟友。
印度的阿育王统治着孔雀帝国并大力提倡佛教。古典时代的潘地亚、朱罗和哲罗（泰米尔三国）在泰米尔地区繁荣发展。

## 重要事件、发展与成就

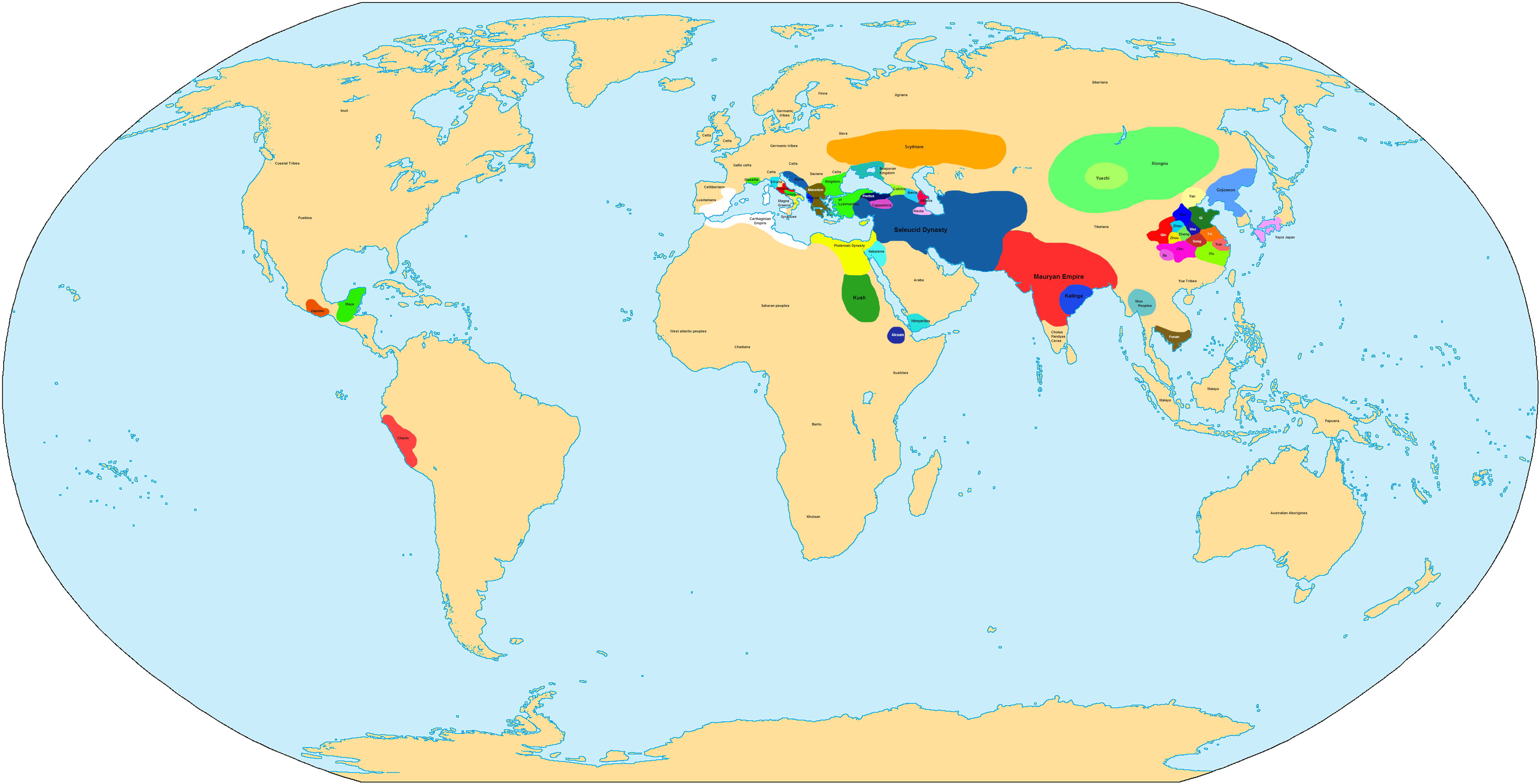
前300年的世界

### 科学技术
- 蒙恬发明毛笔
- 已發現的佉盧文最早可追溯至前251年。
- 埃拉托斯特尼設計出經緯度系統及準確計算出地球的直徑。
- 阿基米德發明了阿基米德式螺旋抽水機。
- 古希臘天文學家阿里斯塔克斯首先提出日心說之看法。
- 前293年，羅馬第一個日晷。

### 战争与政治

#### 中國
- 前296年，中山國被趙國所滅。
- 前295年，秦國國尉司馬錯攻擊魏國所屬的襄城。
- 前295年，趙王太上皇趙雍(趙武靈王)，與齊王國、燕王國聯合，共滅中山王國，把它的國王放逐到膚施。
- 前295年，趙國李兌、趙成發動政變，太上皇趙雍行宮被圍達三月之久。最後趙雍被活活餓死，趙國始向各國報喪。
- 前295年年初，屈原被下令放逐江南即經湘西漵浦一帶。
- 前295年，秦國免除樓緩宰相的職務，任命王舅魏冉再當宰相。
- 前291年，秦國攻韓國和魏國，佔領宛城。
- 前284年，燕國昭王以樂毅為上將軍，聯合楚、秦與三晉之師攻齊國。齊國大敗，齊王至莒城。
- 前275年，秦國丞相，穰侯魏冉進攻魏國，魏國割讓溫求和。
- 前260年，長平之戰。
- 前256年，秦國攻入洛陽，雖然东周靖公(另一說東周文君)接周國王位，但大多學者訂這一年為東周滅亡年。
- 前254年，衞國成為魏國的附庸國，魏國滅陶國，秦國攻魏國。
- 前254年，韓桓惠王赴秦朝拜。
- 前254年，燕國築長城防東胡。
- 前254年，李冰被派為蜀守。
- 前247年（一說前246年），秦王嬴政即位。
- 前247年，秦將蒙驁攻趙，佔領趙37城。
- 前247年，信陵君率魏、趙、韓、楚、燕五國聯軍敗秦於河外。
- 前232年，番吾之戰：秦國攻擊趙國，李牧擊敗秦軍。
- 前232年，作為燕國在秦國的人質的太子丹逃回燕國。
- 前230年，秦滅韓。
- 前228年，秦國攻陷趙國首都邯鄲，趙公子嘉自立為代王。
- 前227年，燕國太子丹派刺客荊軻出使秦國刺殺嬴政。
- 前225年，秦滅魏。
- 前223年，王翦、蒙武率軍南下攻打楚國，攻陷楚國首都壽春，楚王負芻投降。楚人偽托項燕之名，立楚公子昌平君為楚王，反秦於淮南，旋即敗亡。楚亡。
- 前222年，秦國滅燕國及趙國。
- 前221年，秦滅齊，統一中國。秦王政自稱皇帝，開始了中國兩千多年來的君主專制。
- 前214年，秦始皇派出大將任囂和趙佗平定嶺南，在嶺南設立了南海、桂林、象三郡，任囂被委任為南海郡尉，趙佗被委任為龍川縣令。
- 前209年，陈胜、吴广起义。
- 前208年，農曆九月，秦朝將軍章邯大敗楚軍於定陶(今山東定陶縣西北)，項梁戰死。
- 前208年，秦南海郡尉任囂病故，趙佗接任南海郡尉。
- 前206年農曆十月，劉邦軍至灞上，子嬰降，秦亡；項羽會劉邦於鴻門、殺子嬰，屠咸陽，燒秦宮室，自立為西楚霸王，封劉邦為漢王。
- 前206年—前202年，楚汉战争。
  - 前204年，井陘之戰、濰水之戰。
- 前203年，秦朝南海郡尉趙佗起兵兼併桂林郡和象郡，建立南越國。
- 前202年，劉邦在「垓下之役」消滅了項羽的殘餘兵力,終於結束了長達 四年的楚漢相爭局面,並且統一了天下,也就在這一年,劉邦正式稱帝,建立了大漢帝國。
- 前202年，燕王臧荼起兵反漢，事敗。劉邦立盧綰為燕王。
- 前201年，韓王信向匈奴投降。

#### 遠東
- 日本彌生時代開始（前300年—300年）。

#### 歐洲
- 前298年—前290年，第三次萨莫奈戰爭（英语：Samnite War）。
- 第一次（前264年—前241年）、第二次（前218年—前201年）布匿战争，罗马和迦太基争夺西地中海霸权。
  - 前259年，羅馬佔領科西嘉島和撒丁島。
  - 前241年，第一次布匿戰爭終止，西西里併入羅馬帝國。
  - 前216年，坎尼戰役，迦太基戰勝，佔領卡普阿。
  - 前202年10月19日--大西庇阿於扎馬戰役擊敗漢尼拔。
  - 前201年，第二次布匿戰爭結束，迦太基向羅馬割地賠款求和，此後再無力與羅馬抗衡。
- 罗马征服西班牙。
- 前295年，羅馬人贏得了意大利中部，並向南推進，兵臨希臘殖民城市塔倫坦城下。希臘人經過兩次「皮洛士勝利」後，被迫撤離。
- 前294年，曼提尼亞戰役，斯巴達國王阿希達穆斯四世被馬其頓國王德米特里一世擊敗。
- 前281年，庫魯佩迪安戰役，塞琉古一世戰勝利西馬科斯。
- 前281年，托勒密·克勞諾斯刺殺塞琉古一世。
- 前280年，在大希腊城邦的邀请下，皮洛士入侵罗马。罗马人首次在战争中遭遇大象，大敗。
- 前279年，凱爾特人斯科迪斯奇（英语：Scordisci）一族建立辛吉杜努姆（即現今的貝爾格勒）及現今的澤蒙。
- 前277年，馬其頓國王安提柯二世打敗侵入希臘的高盧人。
- 前275年，貝內文托戰役: 羅馬軍隊在這一戰役中徹底打敗希臘伊庇魯斯的軍隊。
- 前272年，伊庇魯斯統帥皮洛士在戰鬥中被殺，亞歷山大二世統治伊庇魯斯。
- 前265年，羅馬統一義大利半島，成為地中海的強國。
- 前254年，羅馬共和國佔領巴勒莫市。
- 前241年，推行改革的斯巴達國王亞基斯四世被反對者殺害。
- 前229年，腓力五世成為名義上的馬其頓國王。
- 前229年，斯巴達與亞該亞同盟再次爆發戰爭。
- 前227年，羅馬帝國把西西里島作為一省，是羅馬設置行省之始。
- 前226年，簽訂埃布羅協議，以伊比利半島埃布羅河作為羅馬共和國與迦太基的分界。
- 前222年，塞拉西亞戰役，馬其頓和亞該亞同盟聯軍打敗斯巴達。
- 前221年，漢尼拔成為迦太基在西班牙的司令。
- 前218年，馬爾他加入羅馬共和國。
- 前218年，漢尼拔穿過阿爾卑斯山入侵義大利。
- 前215年—前205年，第一次馬其頓戰爭，為羅馬軍事介入希臘之始。
- 前211年，羅馬嚴懲倒向漢尼拔的同盟者，攻陷西西里島上的敘拉古和卡普亞。

#### 中東
- 前275年，巴比倫的居民遷移到其他地方，巴比倫王國沒落。
- 前274年–前271年），第一次敍利亞戰爭。
- 前223年，安條克三世繼承兄長塞琉古三世成為塞琉古王朝國王。
- 前217年，拉菲亚戰役，又名加沙戰役（Battle of Gaza），埃及戰勝塞琉古帝國。

#### 中亞
- 斯基泰佔據粟特 ，即現今的烏茲別克。

#### 南亞
- 旃陀羅笈多建立孔雀王朝
- 前261年，阿育王征服東印度的羯陵伽。
- 前206年，呾义始羅為敘利亞所灭

#### 非洲
- 前246年，托勒密三世上位於埃及法老。
- 托勒密平定昔蘭尼地區的暴亂，並納入自己管轄。

### 天灾与人祸
- 前213年，秦始皇焚书坑儒。

### 文化与娱乐
- 前280年，羅得島太陽神銅像建成。
- 前264年，三對角鬥士競賽，是歷史上第一次記錄的角鬥士比拼。
- 前247年，《呂氏春秋》可能於此年前後著成。
- 墨西哥提奧提華坎於本世紀開始。
- 霍普韦尔文化在現在美國的俄亥俄州出現。

### 社會與經濟
- 秦朝统一文字、统一度量衡
- 從公元前300年燕國遣大將秦開在此屯兵戍邊、建立候城算起，瀋陽建城已有2300余年。
- 前287年，羅馬共和國平民和貴族人權平等。
- 前283年，埃及托勒密王朝開始建造索斯特拉特設計的亞歷山大燈塔。
- 前247年，湖州建城。
- 前222年，义乌建乌伤县治。
- 前202年，西漢立無錫縣。
- 前202年，開始建設長沙。
- 印度商旅定期來到阿拉伯半島。

### 环境与自然资源
- 前256年，蜀郡守李冰及其子開始建造都江堰，約前215年完工。
- 前246年，韓國水工鄭國開始建造鄭國渠，約十年後完工。

### 宗教與哲學
- 前273年，印度孔雀王朝阿育王繼位，成為佛教的大保護者。
- 前247年，阿育王派子到斯里蘭卡傳播佛教。